# Carl Alexis Weller
Carl Alexis Weller, modernisiert Karl August Weller, (* 22. Juni 1828 in Dresden; † 14. April 1898 ebenda) war ein deutscher Mediziner und Autor.

## Leben und Wirken
Er war der Sohn des promovierten Augenarztes Carl Heinrich Weller zu Dresden und besuchte die dortige Kreuzschule. Von 1847 bis 1850 studierte Carl Alexis Weller an der Universität Leipzig, 1851 wechselte er an die Universität Bonn und von 1852 bis 1854 studierte er in Zürich, wo er 1854 mit der Doktorarbeit zum Thema Beiträge zur Statistik der Lungenkrankheiten, nebst Notizen aus der medicinischen Klinik zu Zürich promovierte. Anschließend kehrte er in seine Geburtsstadt Dresden zurück, wo er fortan als praktizierender Augenarzt wirkte.
Er legte mehrere medizinische Veröffentlichungen, ein Taschenbuch für Badereisende und ein Album zeitgenössischer Lyrik vor. Wegen eines Verstoßes gegen das Pressegesetz wurde gegen ihn prozessiert und eine mehrmonatige Gefängnisstrafe verhängt, die er auf dem Schloss Hubertusburg in Wermsdorf verbüßen musste.
1850 gab es vorübergehend drei Hefte der Deutschen Sonntagsblätter heraus. Ferner schrieb er für Die Fliegenden Blätter und Der Leuchtturm.

## Schriften (Auswahl)
- Deutsche Sonntagsblätter, 3 Hefte. Dresden, 1850.
- Beiträge zur Statistik der Lungenkrankheiten, nebst Notizen aus der medicinischen Klinik zu Zürich, Zürich, 1854 (= Dissertation)
- Das Licht des Auges und dessen Pflege im gesunden und kranken Zustande. Ein ärztliches Hausbuch für Alle, die ihre Sehkraft gesund erhalten wollen, 3. Auflage, Leipzig, 1856.
- Dichterstimmen der Gegenwart. Album der neuesten Lyrik, Dresden 1857.
- Jahrbuch deutscher Dichtung, 1. Teil Gedichte, Leipzig, 1858.
- Jahrbuch deutscher Dichtung, 2. Teil Literaturgeschichte der Gegenwart, Leipzig, 1858.
- Rathgeber für Brustleidende und Alle, die es nicht werden wollen. Ein ärztliches Hausbuch, 2. Auflage, Plauen, 1865.
- Taschenbuch für Badereisende. Ein Jahrbuch der Bäder, Curorte und Heilanstalten Deutschlands, der Schweiz und angrenzenden Länder, 4. Auflage, Leipzig. 1869.